# Underworld - Vendetta sotterranea
Underworld - Vendetta sotterranea è un thriller psicologico statunitense del 1996 diretto da Roger Christian e interpretato da Annabella Sciorra, Joe Mantegna e Denis Leary.

## Trama
Johnny Crown è appena uscito di prigione ed è intenzionato a vendicarsi dei malviventi che hanno ferito suo padre, rendendolo un cerebroleso.
Johnny inizia così una caccia all'uomo contro tutti i responsabili del torto subito, girando in una limousine e uccidendoli uno ad uno. 
Alla fine rimane solo una persona, Frank. sul quale però Johnny non ha la certezza della sua responsabilità nell'aggressione a suo padre. Cercherà allora di scoprirlo iniziando a frequentarlo tenendogli nascoste le sue vere intenzioni e portandolo da una psicologa, la dottoressa Leah, per cercare di accertare le responsabilità di Frank e vendicarsi di lui.